# Moqueur roux
Toxostoma rufum
Espèce
Statut de conservation UICN

 LC  : Préoccupation mineure

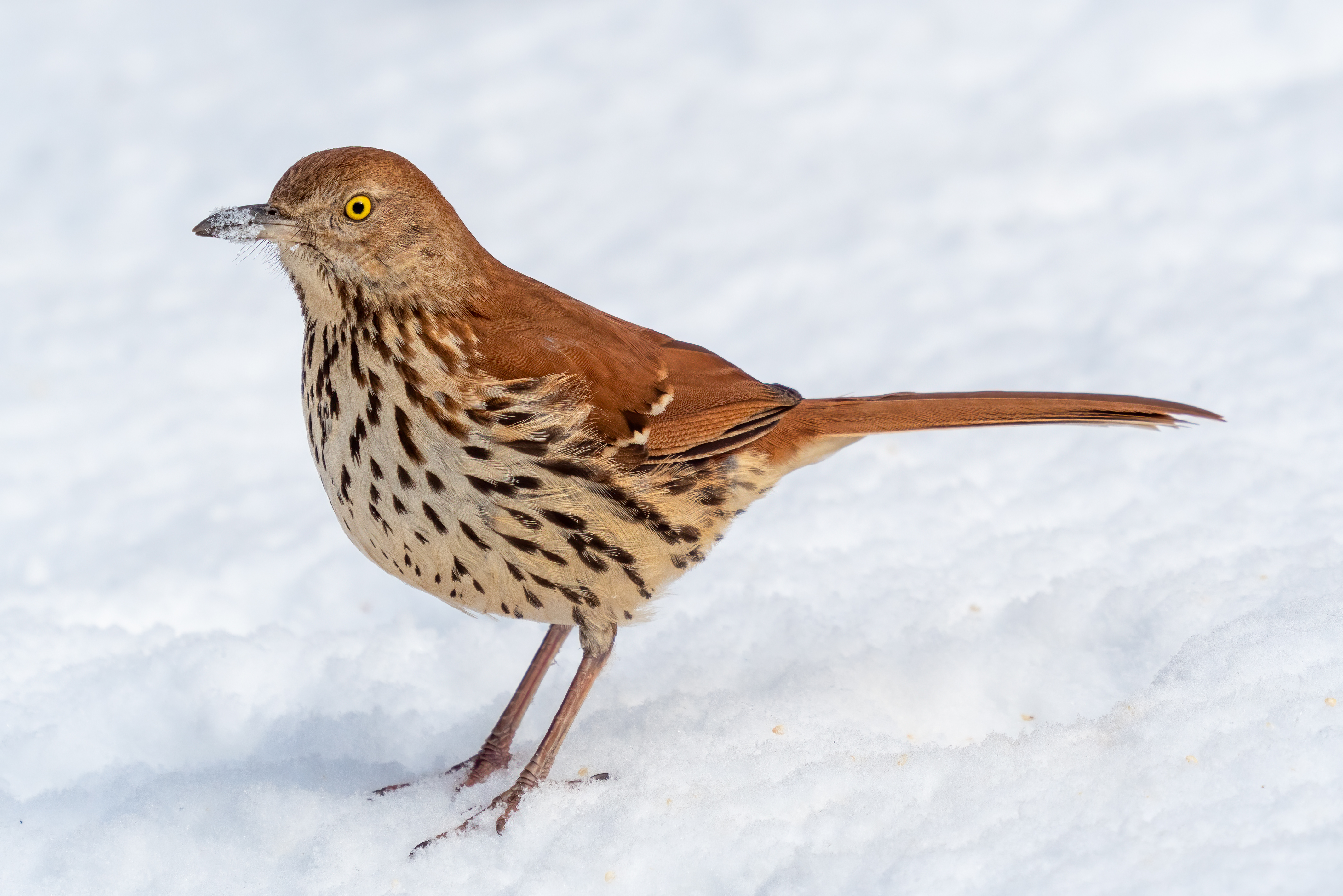
Un moqueur roux à Central Park, New York, dans le jardin de Shakespeare. Février 2021.

Le Moqueur roux (Toxostoma rufum) est une espèce d'oiseau appartenant à la famille des Mimidae. Le moqueur roux (en anglais thrasher), est le symbole de l'ancienne équipe de hockey sur glace des Thrashers d'Atlanta qui évoluait dans la Ligue nationale de hockey.

## Répartition

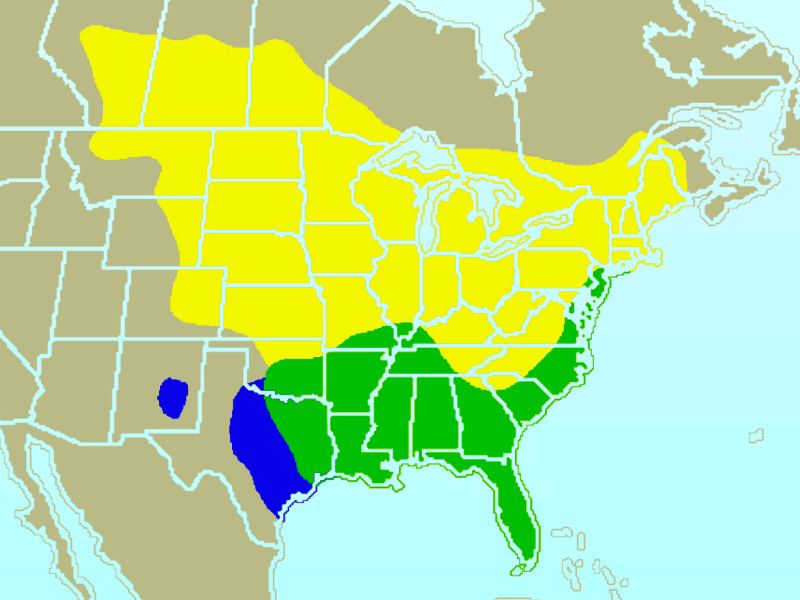
habitat permanent
zone de nidification
zone d'hivernage